# Tadsjikistans flag
Tadjikistans nationalflag består af tre vandrette striber. Den øverste er rød, denne farve står for landets revolution, eller den nationale enhed. Striben i midten er hvid, hvilket symboliserer renhed eller landets bomuldsressourcer. Denne stribe er en halv gang bredere end de to andre. Den nederste af striberne er grøn, for retfærdighed, eller landets rige natur. Disse farver er de traditionelle islamiske symboler.
Kronen i midten, omgivet af syv stjerner går igen på landtets nationalvåben.
Forholdet er 1:2.
| Flag | Spire Denne artikel om flag eller vexillologi er en spire som bør udbygges. Du er velkommen til at hjælpe Wikipedia ved at udvide den. |